# Cortona
Cortona är en stad och kommun i provinsen Arezzo i regionen Toscana i Italien. Kommunen hade 21 984 invånare (2018) och gränsar till kommunerna Arezzo, Castiglion Fiorentino, Castiglione del Lago, Città di Castello, Foiano della Chiana, Lisciano Niccone, Montepulciano, Sinalunga, Torrita di Siena, Tuoro sul Trasimeno och Umbertide.

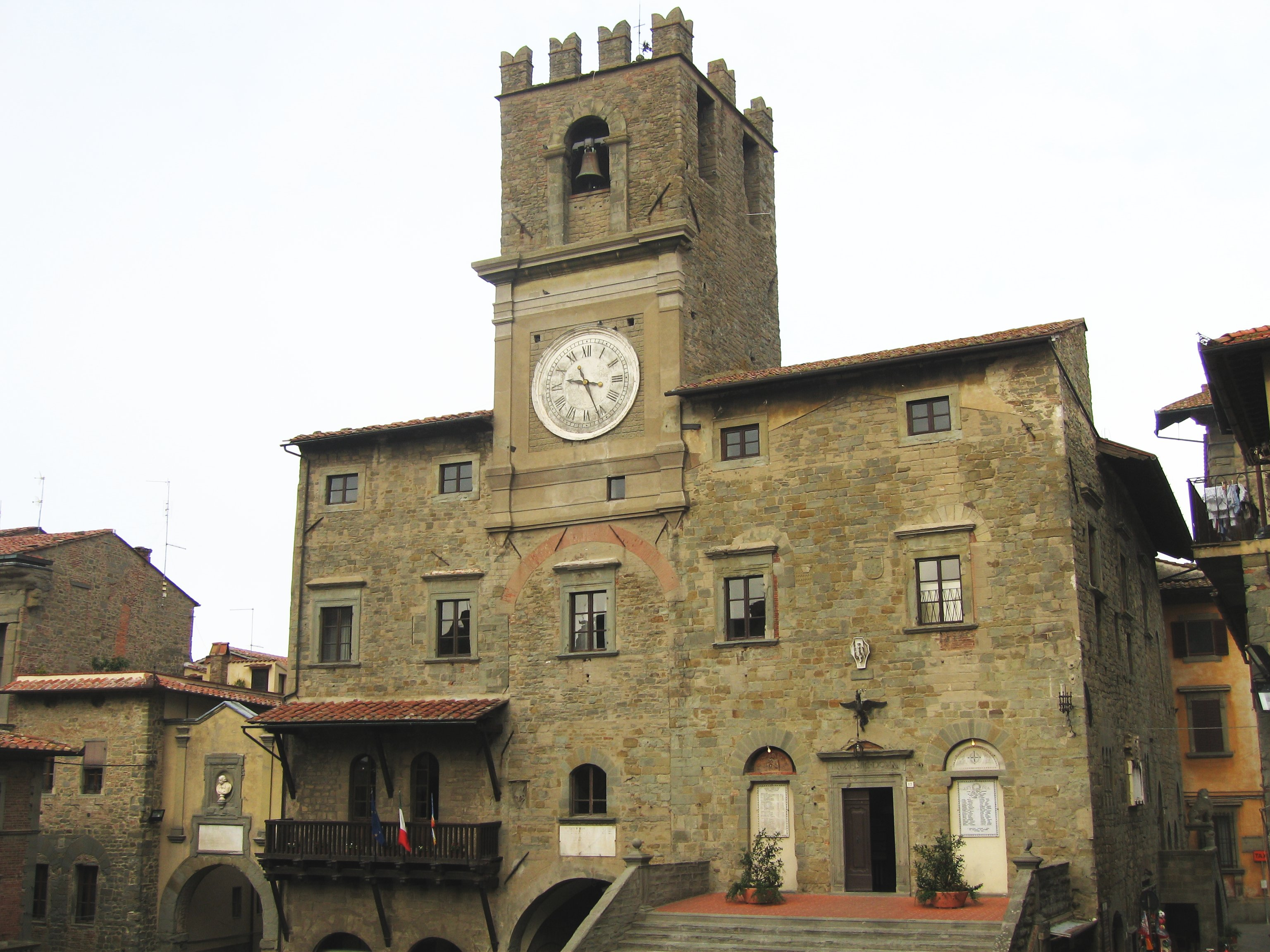
Rådhuset